# Костёл Святого Андрея (Краков)
 Памятник культуры (регистрационный номер A-26 от  4 мая 1974 года)

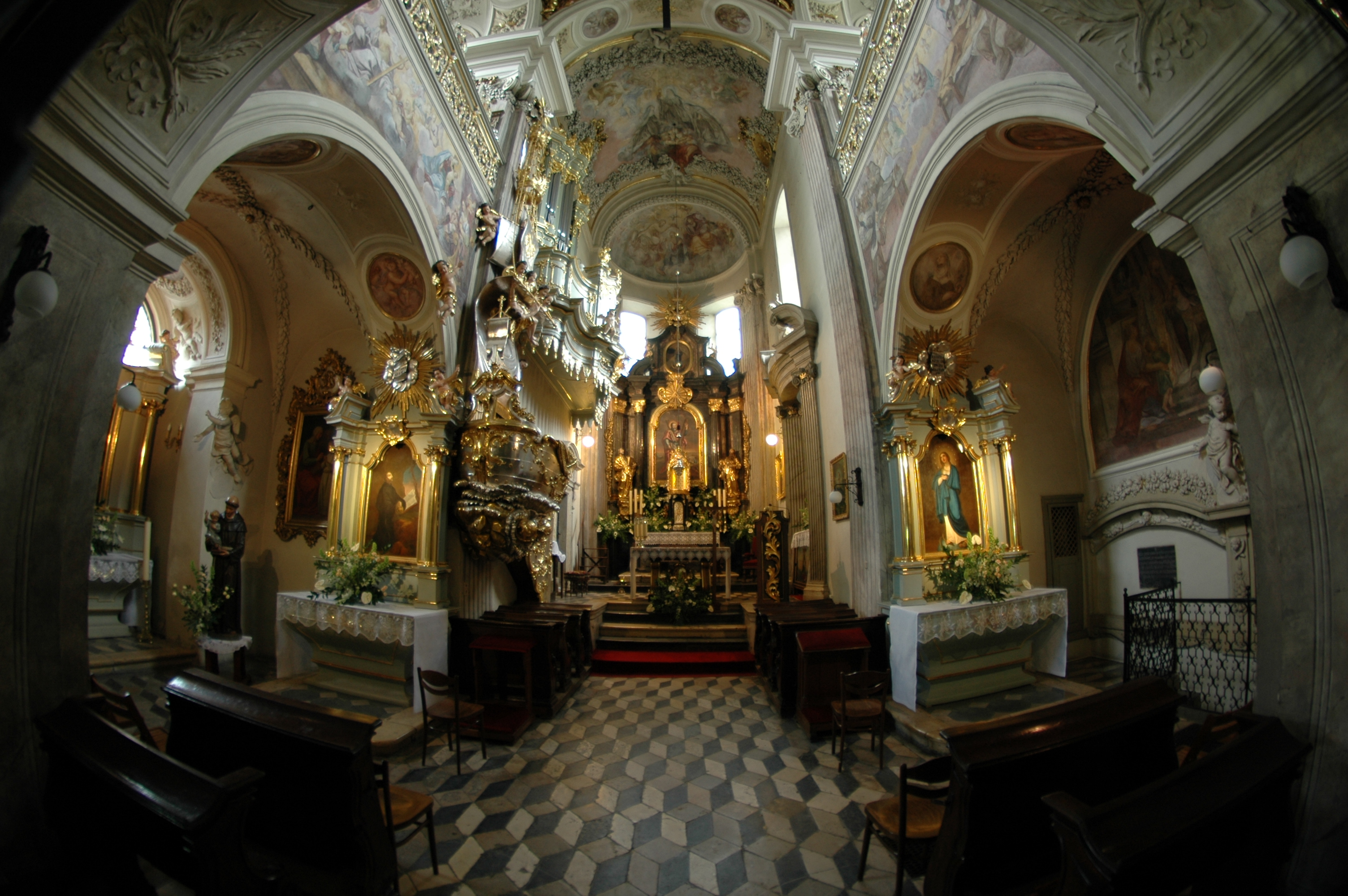
Интерьер костёла св. Андрея

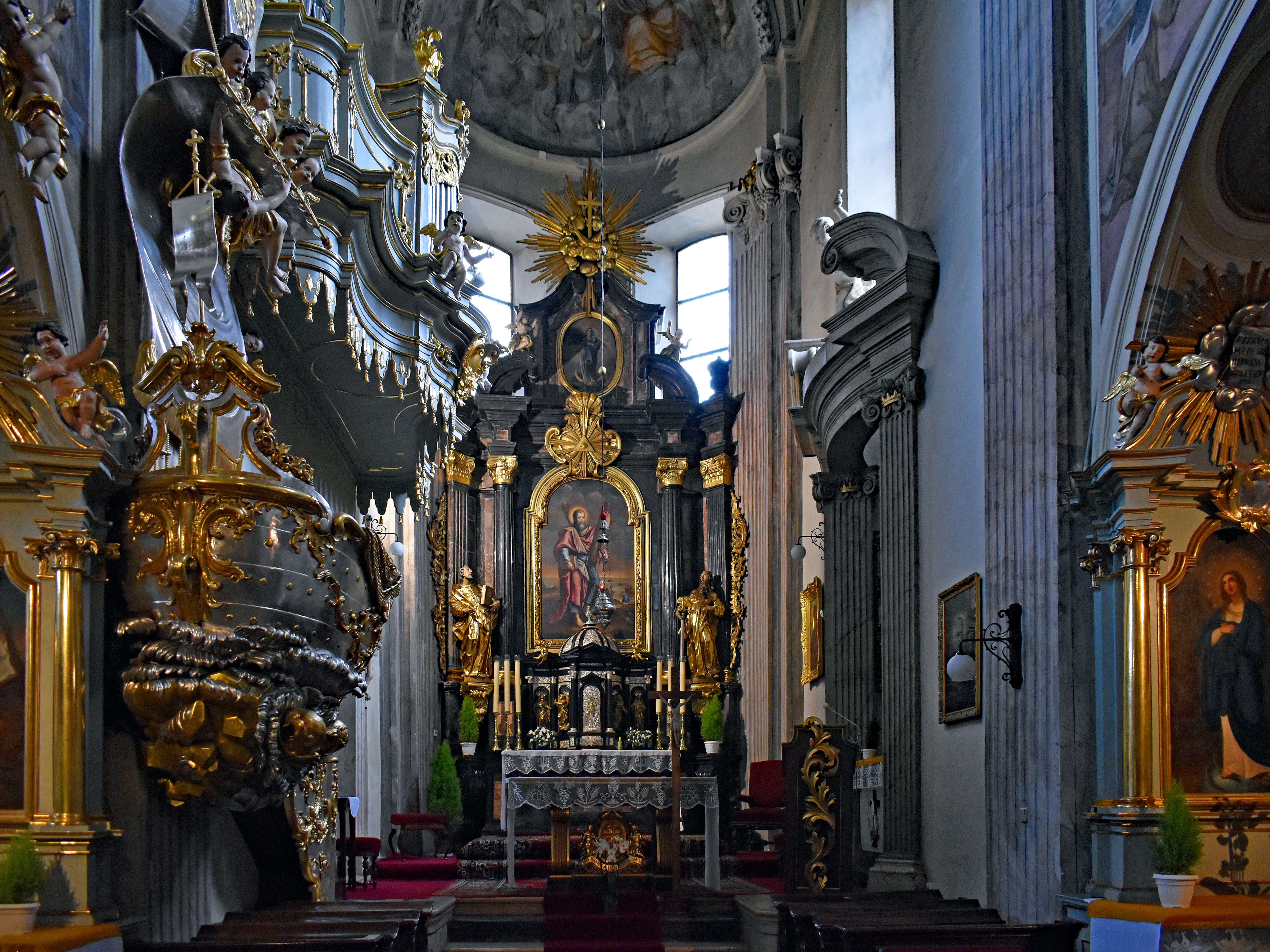
Интерьер костёла

Костёл Святого Андрея — архитектурный памятник, римско-католическая церковь романского стиля, находящаяся рядом с Костёлом Святых Петра и Павла в краковском Старом городе на улице Гродской, 56.

## История
Костёл был возведён в 1079—1098 годах на средства граф-палатина Сецеха. Был главным храмом поселения Окол. Сначала был в пребенде бенедиктинцев из аббатства в Сецехов, а затем — аббатства в Тыньце. Возможно первоначально посвящён Святому Эгидию. Согласно Яну Длугошу здесь находили убежище жители поселения Окол во время татаро-монгольского нашествия в 1241 году. В 1243 году Конрад I Мазовецкий во время борьбы за краковский престол огородил костёл ровом и насыпью. Очередной татарский поход 1260 года вероятно причинил частичный ущерб храму.
В 1320 аббат бенедиктинцев Клеменс в обмен на костёл Святого Эгидия отрёкся от покровительства над храмом, который был передан Клариссинкам, проживавшим до того времени в Гродзиско под Скала. Тогда на средства Владислава I Локетека были построены монастырские сооружения.
Храм несколько раз становился жертвой пожаров, однако это не привело к значительным изменениям внешнего вида (не считая добавки барочных шлемов башни и порталa с северной стороны), но в XVIII в. были произведены существенные изменения интерьера в стиле барокко (предположительно работы здесь вели Бальтазар Фонтана — обломы и полихромия, и возможно Франчишек Плациди — алтарь).

## Архитектура и украшение интерьера
Храм сохранил по сей день первоначальную романскую форму. Он имеет оборонительный характер. Является двухбашенной базиликой саксонского типа, состоящей из короткого (одноарочного) трёхнефного корпуса, трансепта и пресвитерия закрытого апсидой. Пресвитерий отделён он нефа лекторием. Каменные стены состоят по большой части из переменных слоев известняка и песчаника.
Над нефами покоятся эмпоры, которые переходя через интерьер башней кончаются в боковых частях трансепта. Серединный неф отделён от боковых аркадными столбами (относящимися скорее всего к периоду барокко), повязаными с лопатками у боковых стен, в арке и при стенах обеих башней. Западный фасад увенчивается двумя, у основы четырёхугольными, выше восьмиугольными, башнями со бифориями. Вместе со трифорием на вершине центральной части фасада окна эти контрастируют с тяжёлой массой нижней части, где можно найти только стрелковые отверстия (и след первоначального портала). Внешние стены пресвитерия и апсиды оплетены лопатками и увенчаны аркадным фризом. С романским силуэтом сооружения контрастирует готический ораторий и барочные шлемы башней. Интерьер храма имеет богатое барочное убранство, хоть найдены тоже фрагменты средневековых украшений. В северной башне, на высоте 1 этажа находится вырезана в камне подпись каменщика XII века.
Полихромия в куполе представляет Страшный суд, а в пресвитерии — славу святой Клары, Саломеи и королевы Кинги и коронацию Божией Матери в апсиде. В главном алтаре находится изображение св. Андрея, а в престоле барочный табернакль XVIII века. Кроме того в пресвитерию имеется старинный восьмиголосовой орган.
С северной стороны к пресвитерию примыкает готическая часовня XIV в., действующая в качестве ризницы. Её строительство привело к уничтожению небольшой апсиды у северной ветви трансепта. Предположительно часовня была возведена как некрополь могущественного рода Тенчинских.

## Монастырь
К храму примыкает монастырь, представляющий в плане нерегулярный четырёхугольник с
виридарием в середине. В конце XVI века и на рубеже XVI и XVII веков монастырь перестраивался. В 1843 году создан неороманский фасад от улицы Гродской. В монастырской сокровищнице храняся ценные памятники старины, среди которых — реликварии XVIII века, уникальная, мозаичная икона Божией Материи в византийском стиле рубежа XVI и XVII веков и фигурки для рождественской пьесы, относящиеся к началу XIV века, которые предположительно были подарены Елизаветой, сестрой Казимира Великого. В монастырской библиотеке находятся позднероманский градуал и иллюминированные книги ранней готики.